# Music as a Weapon
Il Music as a Weapon è un festival musicale creato dall'alternative metal band Disturbed. Dall'anno di creazione, il 2001, sono state organizzate cinque edizioni. Il nome deriva da un verso contenuto nel testo nella canzone Droppin' Plates contenuta nell'album The Sickness:
Nel 2008 i Disturbed hanno organizzato uno speciale Music as a Weapon tour in Australia e Nuova Zelanda, assieme ai P.O.D., dal 2 al 12 settembre. La seconda edizione, il Music as a Weapon II, è stato registrato dal vivo e pubblicato nel 2004 in formato CD e CD+DVD.

## Edizioni
In grassetto il nome delle band headliner.

### Music as a Weapon I
Svoltosi tra settembre e ottobre 2001, comprendeva le seguenti band:
- Disturbed
- Adema
- Drowning Pool
- Stereomud
- Systematic

### Music as a Weapon II
Svoltosi nel 2003, comprendeva le seguenti band:
- Disturbed
- Chevelle
- Taproot
- Ünloco

Music as a Weapon II è stato registrato dal vivo come album e DVD, al The Aragon di Chicago, Illinois, nel 2003, e pubblicato nel 2004. Contiene la cover fatta dai Disturbed della canzone Fade to Black dei Metallica e la canzone Dehumanized. Il DVD contiene inoltre il video del singolo Liberate.

#### Tracce
1. Disturbed – Loading the Weapon – 2:33 (musica: Steve Kmak, Dan Donegan e Mike Wengren)
2. Disturbed – Bound – 3:54 (David Draiman, Steve Kmak, Dan Donegan e Mike Wengren)
3. Taproot – Myself – 3:36 (Phil Lipscomb, Jarrod Montague, Mike DeWolf e Stephen Richards)
4. Disturbed – Dehumanized – 3:44 (David Draiman, Steve Kmak, Dan Donegan e Mike Wengren)
5. Chevelle – Forfeit – 4:06 (Joe Loeffler, Sam Loeffler e Pete Loeffler)
6. Disturbed – Fade to Black – 4:26 (testo: Cliff Burton, James Hetfield, Kirk Hammett e Lars Ulrich – musica: David Draiman, Steve Kmak, Dan Donegan e Mike Wengren)
7. Ünloco – Empty – 4:03 (Victor Escareno, Peter Navarrete, Marc Serrano e Joey Duenas)
8. Taproot – Sumtimes – 4:42 (Phil Lipscomb, Jarrod Montague, Mike DeWolf e Stephen Richards)
9. Disturbed – Darkness – 4:02 (David Draiman, Steve Kmak, Dan Donegan e Mike Wengren)
10. Ünloco – Bruises – 2:50 (Victor Escareno, Peter Navarrete, Marc Serrano e Joey Duenas)
11. Disturbed – Prayer – 3:49 (David Draiman, Steve Kmak, Dan Donegan e Mike Wengren)
12. Chevelle, David Draiman – The Red – 3:46 (Joe Loeffler, Sam Loeffler e Pete Loeffler)
13. Taproot – Poem – 3:20 (Phil Lipscomb, Jarrod Montague, Mike DeWolf e Stephen Richards)
14. Disturbed, Pete Loeffler, Joey Duenas – Stupify – 4:28 (testo: David Draiman, Steve Kmak, Dan Donegan e Mike Wengren – musica: David Draiman, Steve Kmak, Dan Donegan, Mike Wengren, Joey Duenas e Pete Loeffler)

Durata totale: 53:19

### Music as a Weapon III
Svoltosi nel 2006, comprendeva le seguenti band:
- Disturbed
- Stone Sour
- Flyleaf
- Nonpoint

### Music as a Weapon: Australia and New Zealand
Svoltosi nel 2008, comprendeva le seguenti band:
- Disturbed
- P.O.D.
- Alter Bridge
- Redline
- Behind Crimson Eyes

### Music as a Weapon IV
Svoltosi nel 2009, comprendeva le seguenti band:
Stage principale
- Disturbed
- Killswitch Engage
- Lacuna Coil
- Chimaira

Stage secondario
- Suicide Silence - aggiunti il 29 marzo
- Spineshank
- Crooked X
- Bury Your Dead - aggiunti il 31 marzo
- Born of Osiris - apparsi il 20 e 28 marzo
- After The Burial - apparsi il 20 e 28 marzo

### Music as a Weapon V
Svoltosi nel 2011, comprendeva le seguenti band:
- Disturbed
- Korn
- Sevendust
- In This Moment
- StillWell (solo durante la seconda leg)

La particolarità di questo tour è la presenza di due headliner, i Disturbed ed i Korn.

### Music as a Weapon: Australia and New Zealand
Svoltosi anch'esso nel 2011, comprendeva le seguenti band:
- Disturbed
- Trivium
- As I Lay Dying
- Forgiven Rival
- These Four Walls